# Coleção Philippi

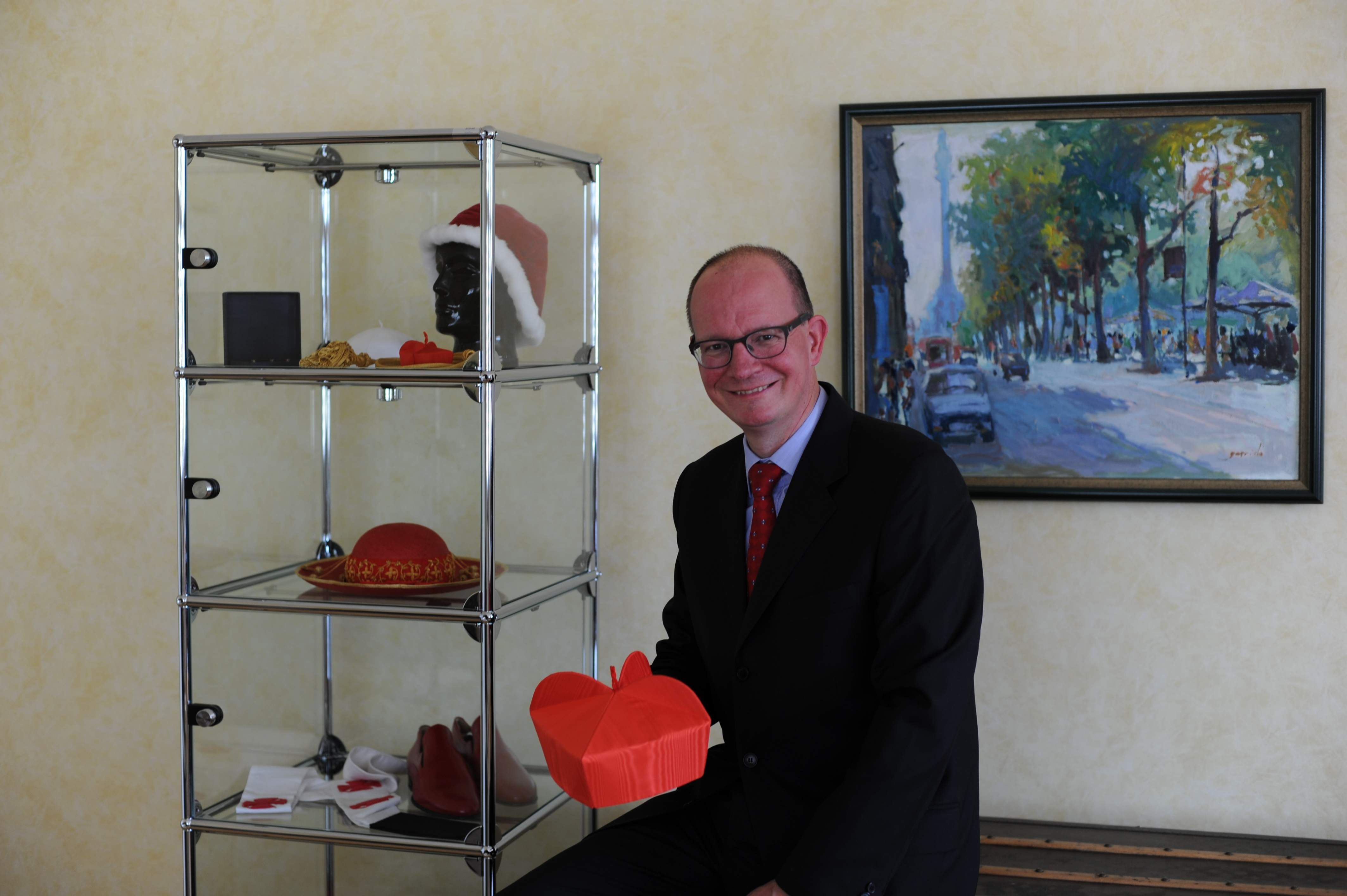
Dieter Philippi com a primeira peça da sua colecção: um barrete cardinalício em seda moiré de cor púrpura.

A Coleção Philippi (AO 1945: Colecção Philippi) é um repositório patrimonial privado de peças religiosas e chapelaria.

## A Coleção

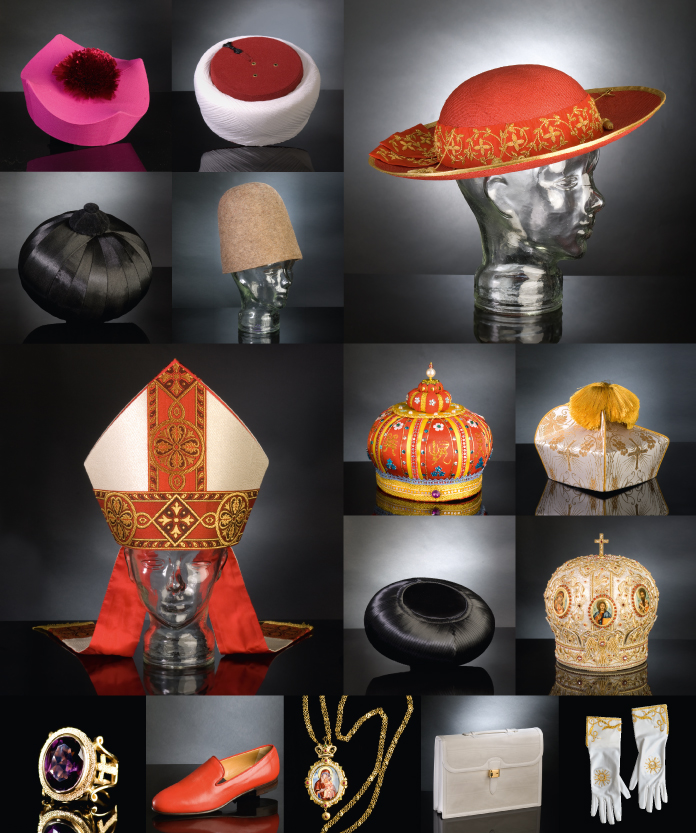
Objectos seleccionados da Colecção Philippi

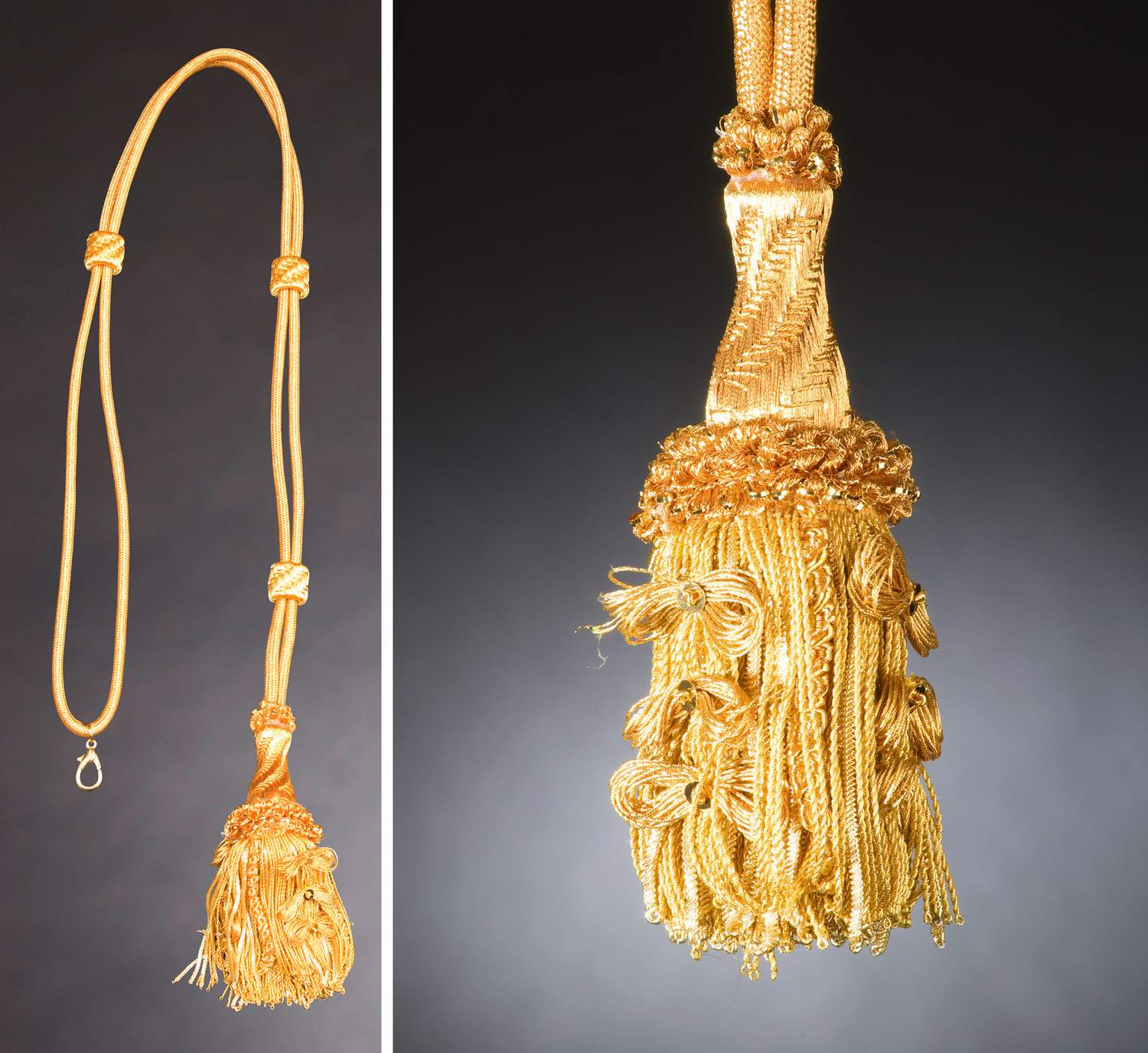
Cordão peitoral dourado usado pelos papas romanos

A Coleção Philippi é um repositório patrimonial de paramentaria e chapelaria religiosa reunido pelo empresário Dieter Philippi, director-executivo de uma empresa germânica de telecomunicações localizada em Kirkel, Sarre. 
A coleção referenciada abrange mais de 500 tipologias de coberturas de cabeça usadas por seguidores do Cristianismo, Islamismo, judaísmo, caodaismo, xintoísmo, budismo, sikhismo, congregações religiosas livres, sufismo, anabaptistas, bem como variadas confissões religiosas e em situações pontuais universidades onde é notória a influência religiosa dos barretes académicos. 
O acervo contém ainda mais de 100 peças de enxoval usadas em contextos clericais e eclesiásticos, entre elas, sapatos papais, luvas pontificais, pálios, cruzes peitoriais, anéis episcopais, porcelanas de uso privativo, faixas, cachecóis e diversos. 
Fazem igualmente parte desta recolha 52 cordões de suspensão de cruzes peitorais, alguns dos quais fruto de meticuloso trabalho de manufactura. O cordão é tradicionalmente usado como suporte da cruz peitoral por papas, cardeais, bispos, abades e abadessas da Igreja Católica Romana.

## Localização geográfica
A coleção não se encontra aberta ao público em horário permanente. Contudo, é possível visitá-la através de marcação telefónica prévia. O depósito custodial situa-se em Kirkel, Sarre, Alemanha.

## Fundamentação
Originalmente, as coberturas de cabeça serviam de protecção contra as intempéries. No decurso das civilizações, as coberturas de cabeça assumiram funções de distinção social: o capacete, barrete, passou a indicar a origem geo-cultural do detentor, o estatuto social, a ocupação profissional, a posição hierárquica e a afirmação de pertença a uma comunidade ou corporação. Desde o dealbar das civilizações, a chapelaria ficou associada a uma função corpóreo-ornamental e ostentatória que não cessou de ser reafirmada.
A chapelaria religiosa e clerical constitui uma pequena secção no universo das coberturas de cabeça. Para os conhecedores do código semântico anatómico, vocabular e cromático e têxtil, torna-se possível identificar o estatuto e hierarquia dos respectivos detentores através das tipologias exibidas. Simultaneamente, algumas coberturas de cabeça falam uma linguagem ornamental e exibitória, bem patente nos tecidos de luxo, nos bordados artesanais e na incrustação de jóias. Na actualidade, a função protectora e securitária das coberturas de cabeça está bastante secundarizada.

## Exposições
- Outubro de 2010-Julho de 2011: uma amostra da coleção está em exposição no Museu Alemão de Higiene, Dresden integrada no projecto Kraftwerk Religion (O Poder da Religião)
- Março-Abril de 2011: Caixa Económica de Saarbrücken, Alemanha

## Galeria

Amostra de objectos da Colecção Philippi
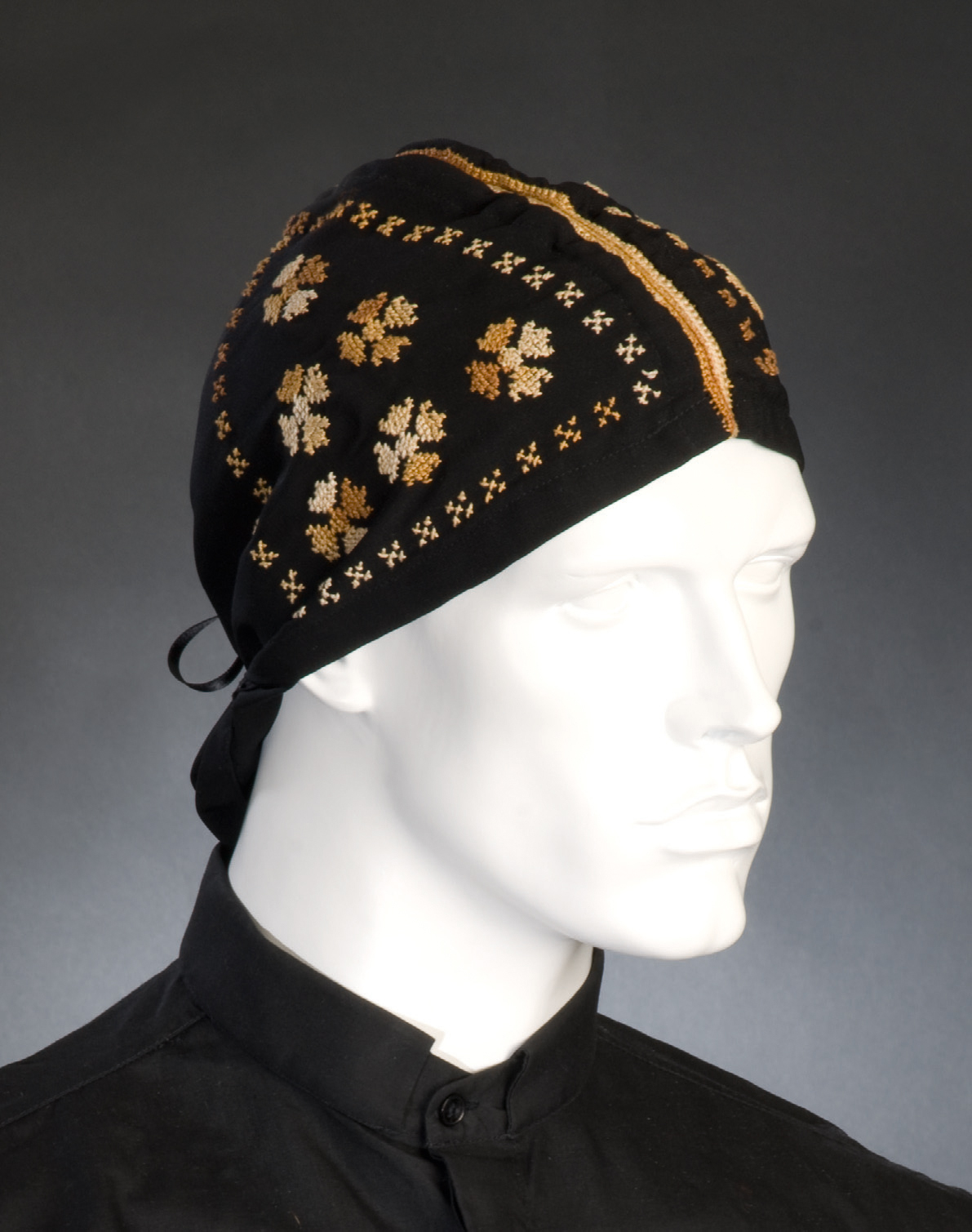
Kalansowa (Kalnasoah, Qalansuwah, Kalansawa).Na Igreja Copta Ortodoxa, este barrete é usado pelos bispos e monges
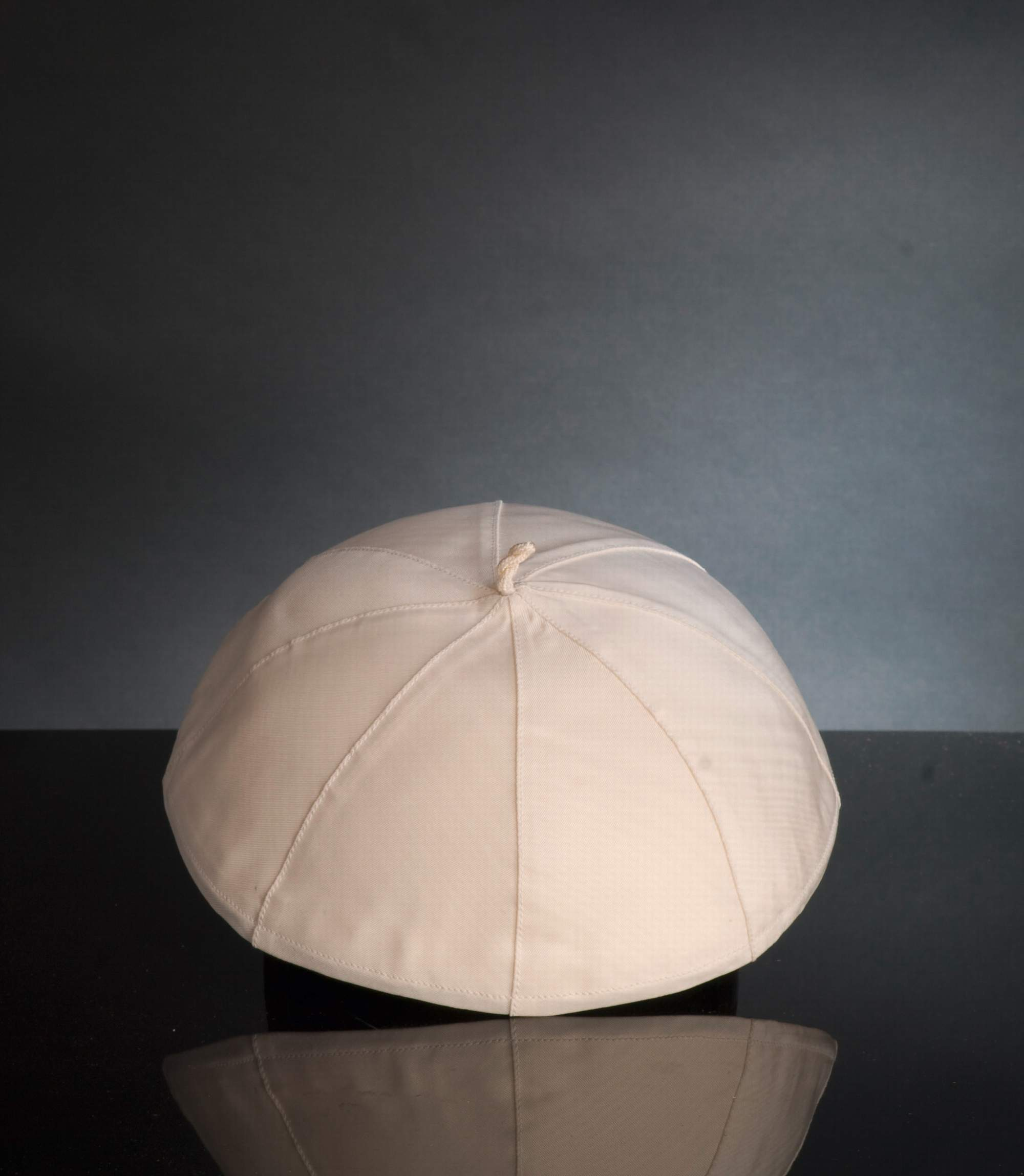
Solidéu (zucchetto, pileolus) manufacturado em seda branca moiré, pespontado e forrada de cetim, usado pelo Papa
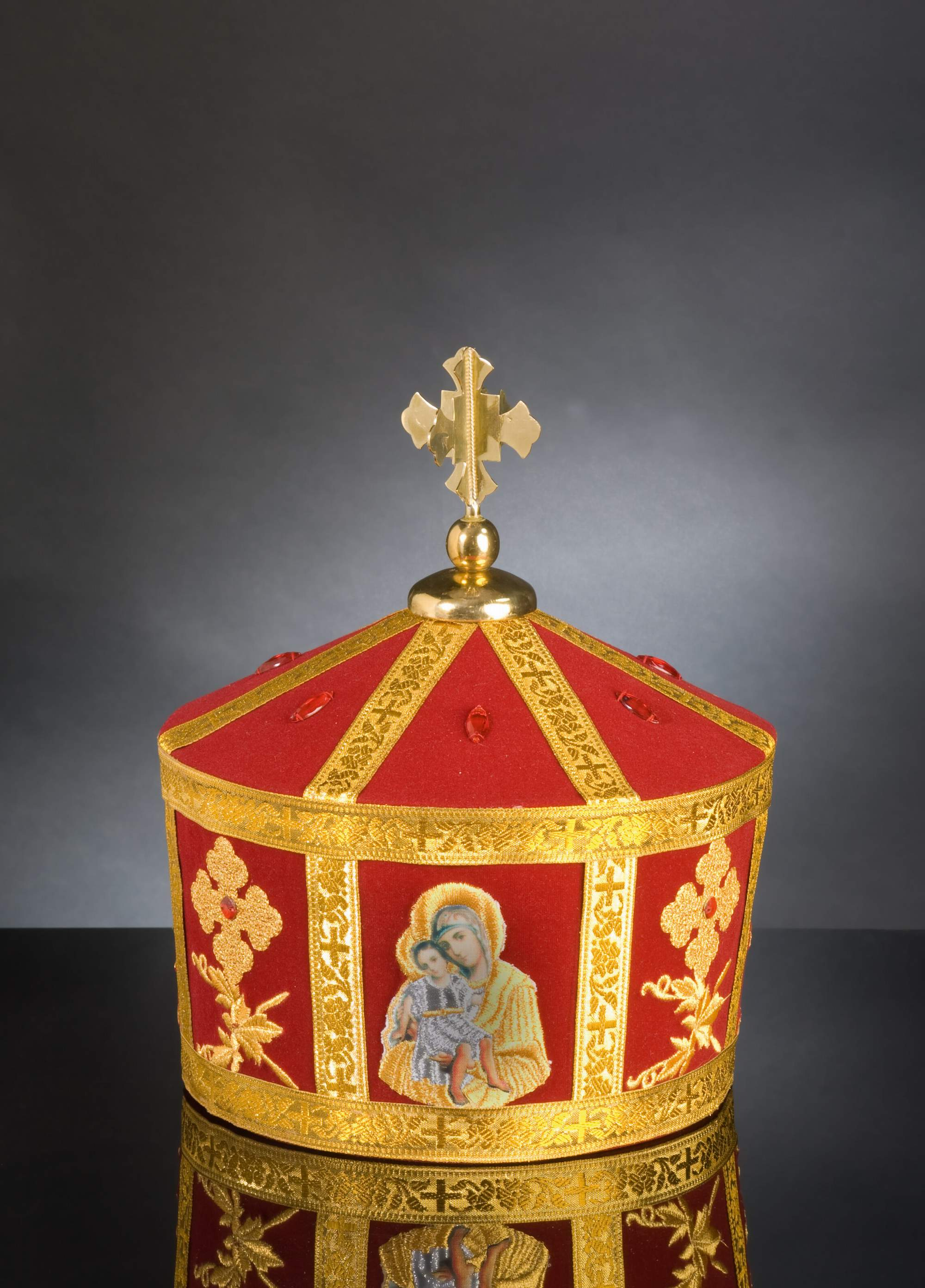
Sagharvart – usado pelos arciprestes da Igreja Apostólica da Arménia
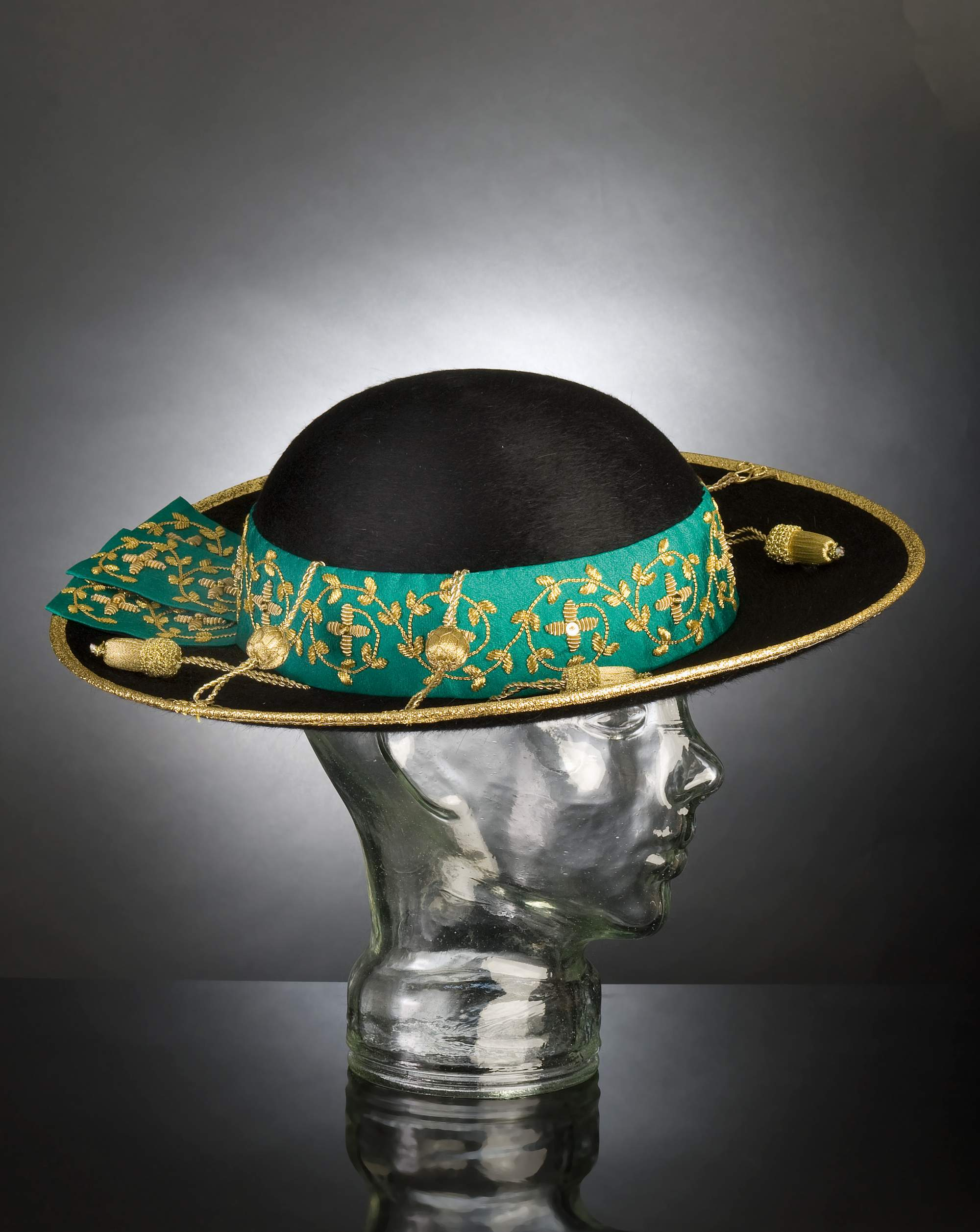
Saturno (Capello Romano), usado por um arcebispo, sumptuosamente bordado a fio de ouro e filamentos torsos de ouro e prata. Glandes douradas sobre a aba de feltro escarlate
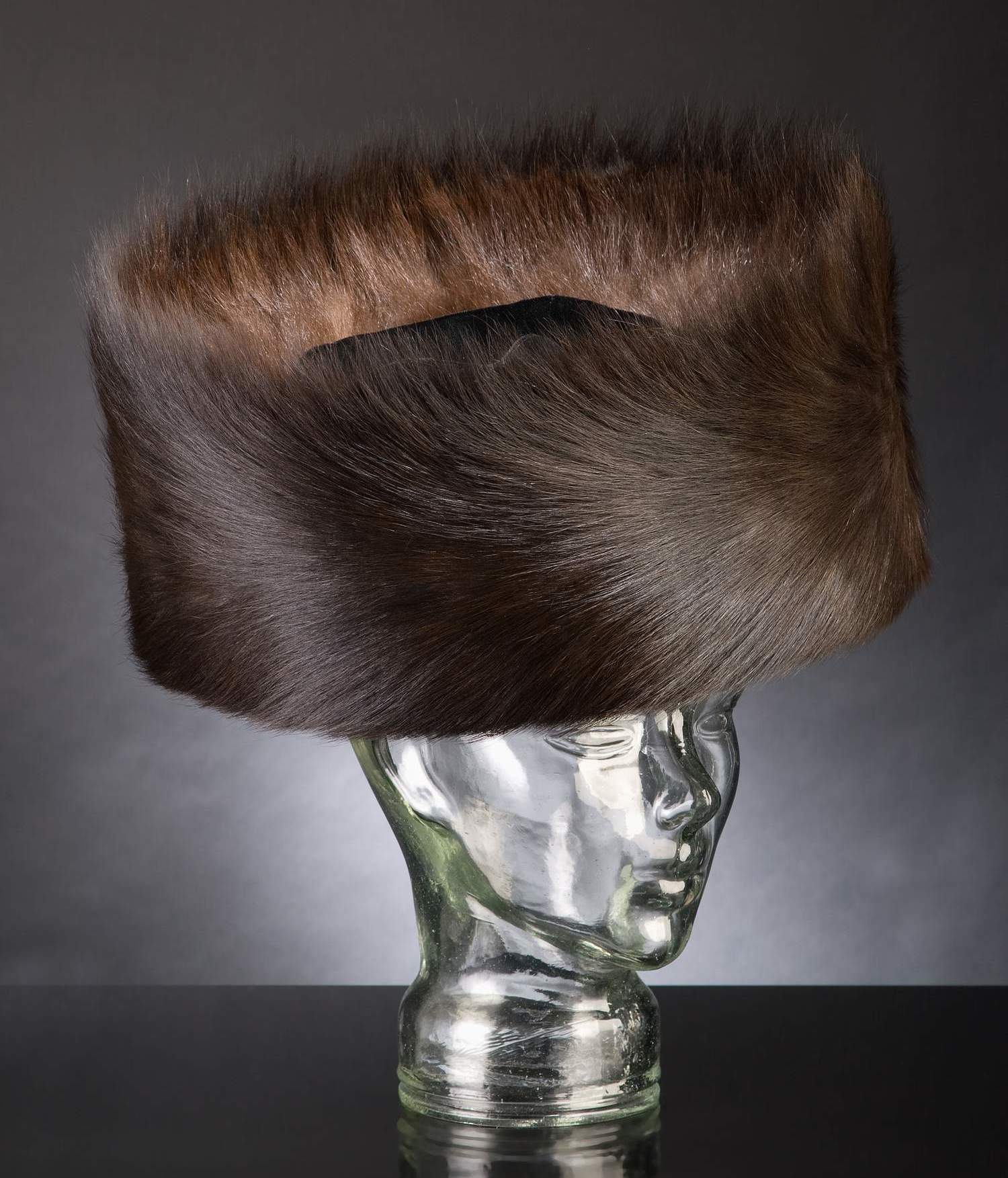
Shtreimel – usado pelos judeus hassídicos durante o Sabbath e nos dias festivos
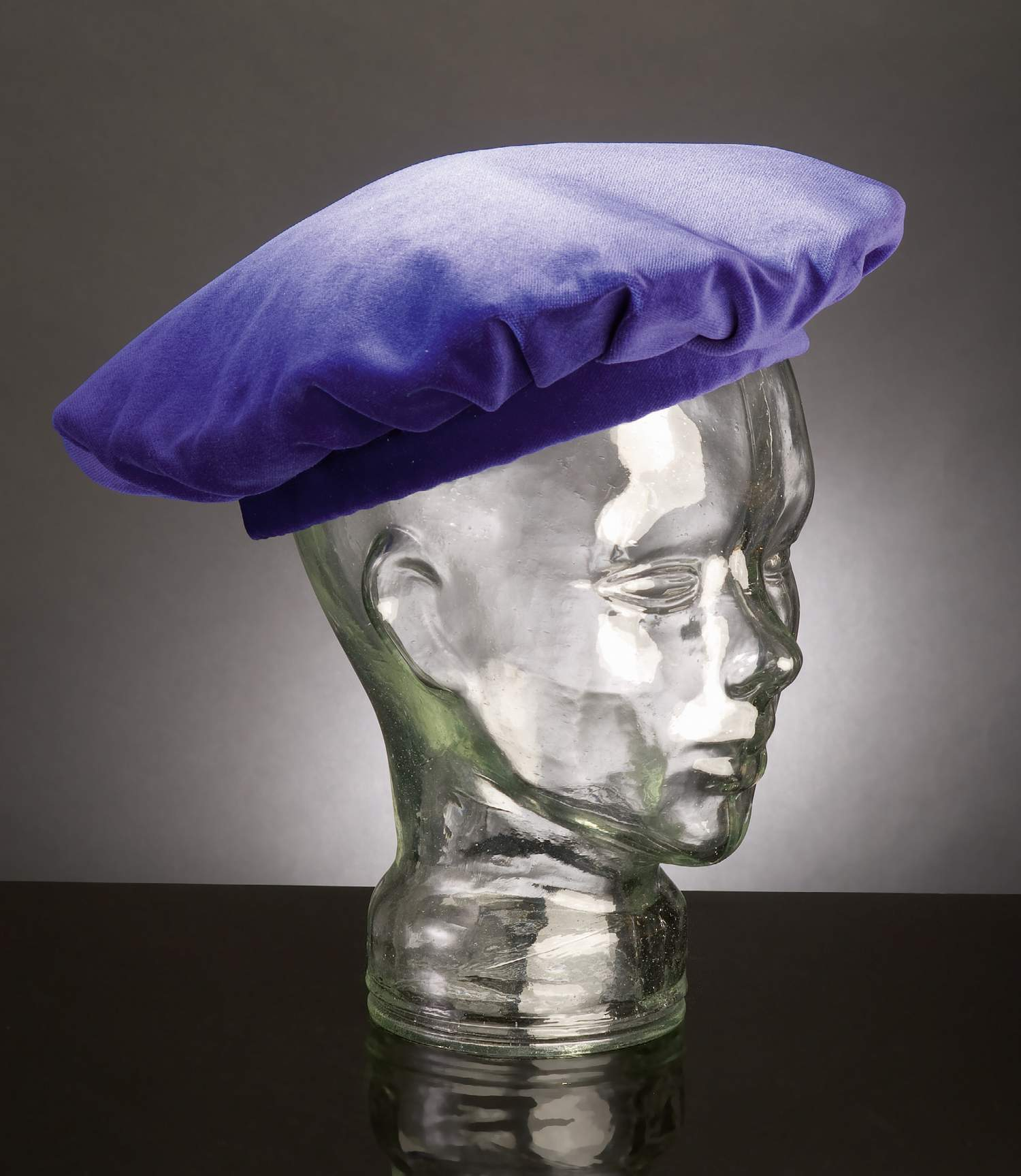
Birrete Kuhessen-Waldeck – usado pelos pastores protestantes da Igreja Evangélica com as togas durante o serviço exterior
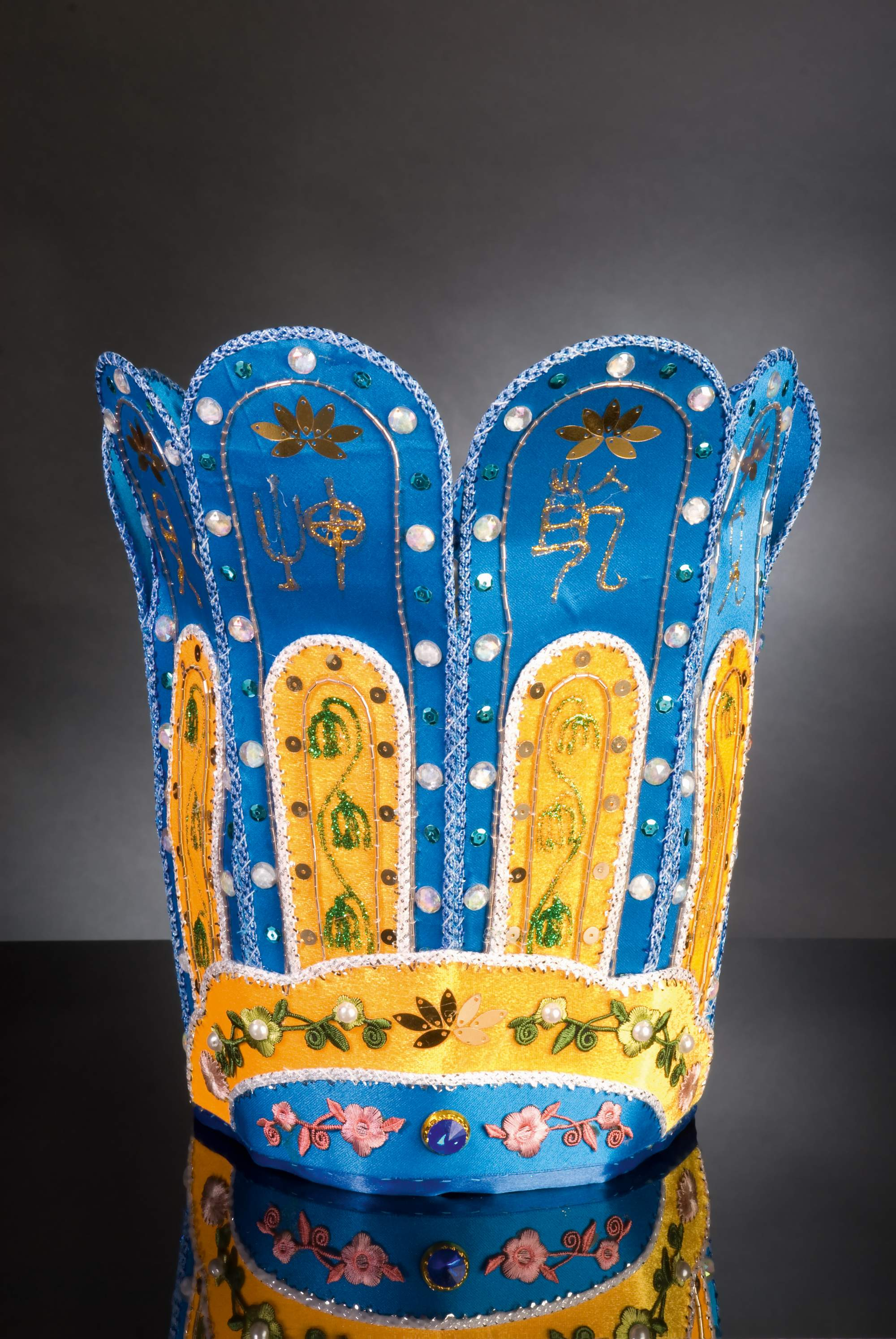
Tam Quam Mao – usado pelos pelos Cardeais da Secção Azul do Caodismo
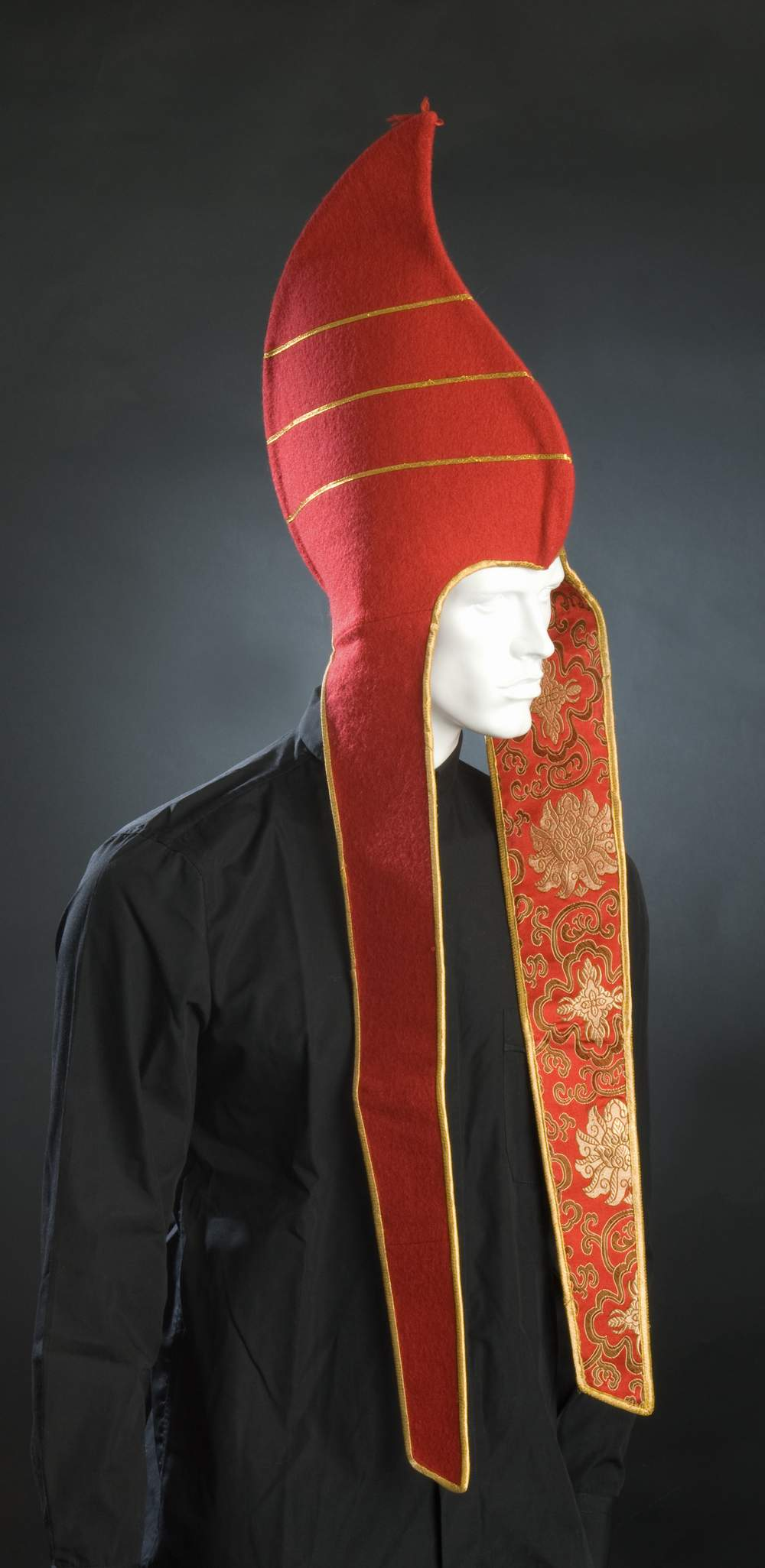
Pan Zva (barrete com orelhas pendentes) – usado por membros da Escola Nyingma, Budismo Tibetano
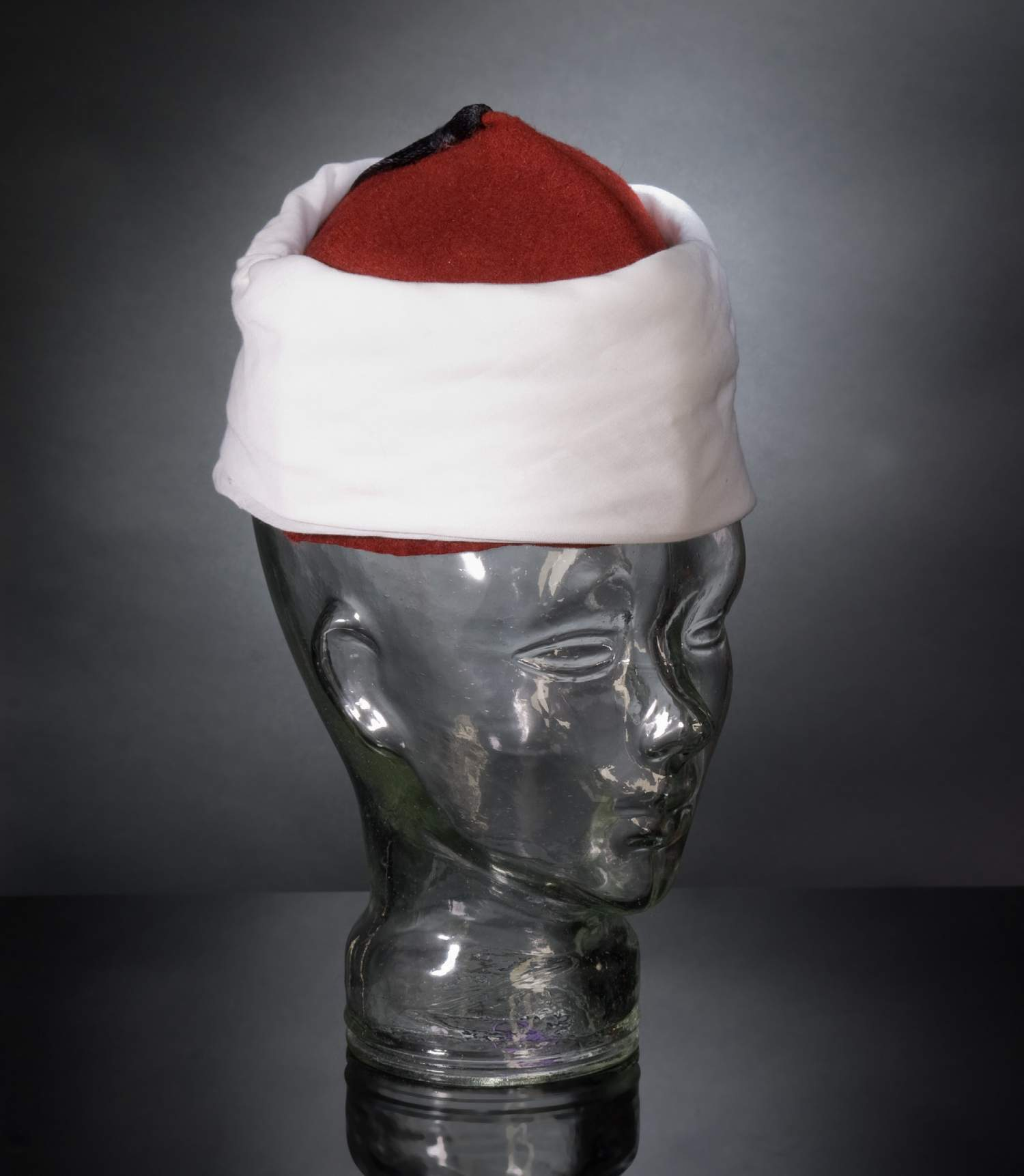
Imam Sarik – usado principalmente no Egipto pelos imans islâmicos
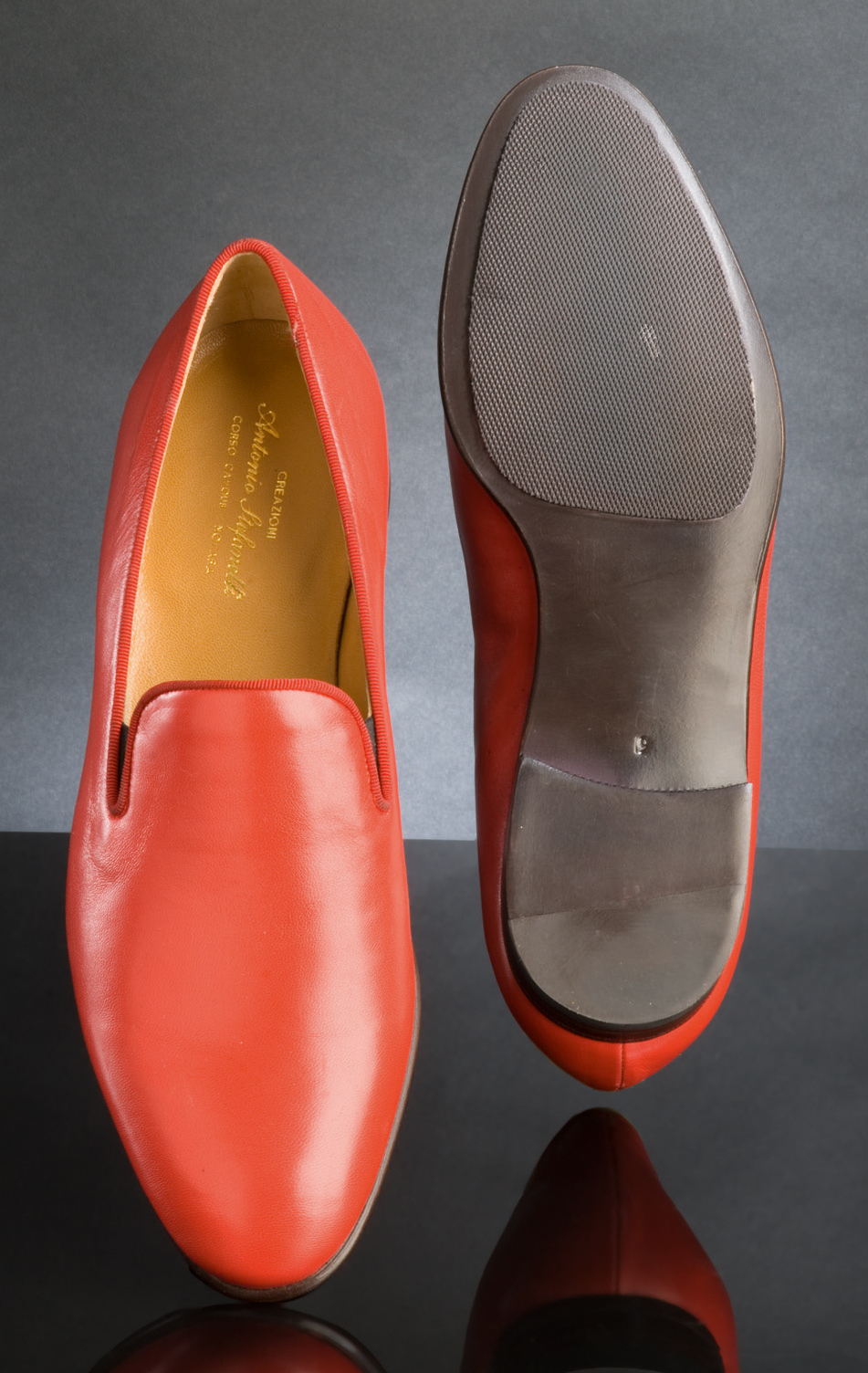
Sapatos papais vermelhos, em couro: manufacturados pelo sapateiro papal Adriano Stefanelli, estabelecido em Novara, usados por S. S. o Papa Bento XVI